# Obsession (álbum de Eighteen Visions)
Obsession es el cuarto álbum de estudio de Eighteen Visions. Es el álbum más exitoso de la banda, teniendo tres videos musicales con alta rotación ("I Let Go", "Tower Of Snakes" y "Waiting For The Heavens") y vendiendo más de 200.000 copias en los Estados Unidos.
Con este álbum, la banda se deshace de casi toda la agresividad del Hardcore presente en el disco anterior, apostando en su lugar por estructuras más sencillas (verso-coro-verso), haciendo uso casi completo de la voz limpia de James Hart, pero sin abandonar los quiebres pesados, que siguen presentes en la mayoría de los temas, tales como Tower of Snakes y A Long Way Home.
La versión inglesa no posee la canción "Lost In A Dream", pero a cambio incluye "A Pretty Blue", "Guilty Pleasures" y "The World Is Mine". La versión japonesa por su parte incluye todos los temas de la versión norteamericana agregando dos temas finales: "The World Is Mine" y "The Sun Falls Down".

## Lista de canciones
1. "Obsession" (2:03)
2. "I Let Go" (3:23)
3. "Crushed" (3:00)
4. "This Time" (3:05)
5. "Tower of Snakes" (3:41)
6. "I Should Tell You" (3:47)
7. "Waiting for the Heavens" (3:43)
8. "Lost in a Dream" (3:07)
9. "Bleed by Yourself" (3:20)
10. "A Long Way Home" (2:34)
11. "Said and Done" (4:00)

- Datos: Q2762626